# 목호아현
목호아현(베트남어: Huyện Mộc Hóa / 縣沐化)은 베트남 메콩강 삼각주 롱안성의 현이다.

## 행정 구역
목호아현은 7사를 관할하고 있다.

### 시진
- 빈퐁타인 시진 (Thị trấn Bình Phong Thạnh, 平豐盛市鎭)

### 사
- 빈호아동 사 (Xã Bình Hòa Đông, 平和東社)
- 빈호아떠이 사 (Xã Bình Hòa Tây, 平和西社)
- 빈호아쭝 사 (Xã Bình Hòa Trung, 平和中社)
- 빈타인 사 (Xã Bình Thạnh, 平盛社)
- 떤럽 사 (Xã Tân Lập, 新立社)
- 떤타인 사 (Xã Tân Thành, 新城社)